# Lilla Gallsjön
Lilla Gallsjön är en sjö i Olofströms kommun i Blekinge och ingår i Mörrumsån-Skräbeåns kustområde. Sjön har en area på 0,0769 kvadratkilometer och ligger 69,1 meter över havet.

## Delavrinningsområde
Lilla Gallsjön ingår i det delavrinningsområde (623053-143173) som SMHI kallar för Mynnar i havet. Medelhöjden är 60 meter över havet och ytan är 61,54 kvadratkilometer. Det finns inga avrinningsområden uppströms utan avrinningsområdet är högsta punkten. Avrinningsområdets utflöde Gallån mynnar i havet. Avrinningsområdet består mestadels av skog (69 procent) och jordbruk (17 procent). Avrinningsområdet har 1,43 kvadratkilometer vattenytor vilket ger det en sjöprocent på 2,3 procent. Bebyggelsen i området täcker en yta av 0,46 kvadratkilometer eller 1 procent av avrinningsområdet.